# ドミトリー・カジュダン
ドミトリー・カジュダン（Dmitriy(David) Aleksandrovich Kazhdan、1946年6月20日 - ）は、ロシア・モスクワ出身のアメリカ人数学者。ハーバード大学名誉教授、ヘブライ大学教授。専門は表現論。
現在ではドミトリーを用いることはなくデイヴィッドを用いている。
有名なゲルファント (Izrail Gelfand) 学派の出身で、その流れをくむ表現論を専門としているが、グロタンディークの流れをくむ代数幾何学に関しても業績 (モチーフなど) がある。
1975年にはソ連を出てアメリカに移住。2002年にアメリカを出てイスラエルに移住。2013年10月6日、息子とサイクリング中にトラックによるひき逃げにあい、大けがを負う。

## 業績として
ルスティック (George Lusztig) とともにアフィンヘッケ環の表現論を創始した。ヘッケ環に関するドリーニュ=ラングランズ予想の解決。
ルスティックプログラムはカジュダン=ルスティックプログラムと呼べるほどにカジュダンの貢献は大きい。カジュダン=ルスティック指標層の理論などは師であるキリロフ直伝の軌道法が非常有効に機能しているといえる。
さらにカジュダンはルスティックとともに量子群とアフィンリー環を結びつけた。
カッツ (Victor Kac) との共同研究では最高ウェイト無限次元リー環の表現で大きな業績をあげた。
ゲルファントと非アルキメデス局所体上の一般線形群の表現の微分という奇妙な理論を構成した。
保型表現ではドリーニュ (Pierre Deligne) とともに研究し、ドリーニュ=カジュダンのシンプル跡公式を示した。
ガシュダンの性質T (Kazhdan's Property (T)) を持つ群にはマルグリス (Gregory Margulis) の超剛性定理が成り立つことからカジュダン=マルグリスの定理とも呼ばれる。
デニス・ゲイツゴリ(?) (Dennis Gaitsgory) とは幾何的ラングランズ予想を研究し成果をあげた。
フィールズ賞受賞者であるヴォエヴォツキー (Vladimir Voevodsky) を指導したのもカジュダンである。

## 略歴
- 1946年 - ソビエト連邦モスクワに生まれる
- 1969年 - モスクワ大学でアレクサンドル・キリロフ (Alexandre Kirillov) のもと学位を取得。
- 1975年 - ハーバード大学教授に就任

## 受賞歴
- 2010年 ロスチャイルド賞
- 2012年 イスラエル賞
- 2020年 ショウ賞数学部門